# اوئی (دوره)
اوئی (به ژاپنی: (応永 Ōei)؛ نام یک عصر تاریخی ژاپنی بود. این عصر بعد از می‌توکو و قبل از شوچو (دوره موروماچی) قرار داشت و از ژوئیه ۱۳۹۴ تا آوریل ۱۴۲۸ میلادی به طول انجامید. در طی این عصر امپراتور گو-کوماتسو و امپراتور شوکو امپراتوران ژاپن بودند.

## تغییر عصر
۱۳۹۴ سال آغاز (応 永 元年): نام دوره جدید به دلیل شیوع طاعون ایجاد شد. در روز پنجم از ماه هفتم از سال پنجم می‌توکو دوره قبلی پایان یافت و دوره اوئی آغاز شد.